# Сан-Манго-д'Акуїно
Сан-Манго-д'Акуїно, Сан-Манґо-д'Акуїно (італ. San Mango d'Aquino, сиц. Santu Mangu) — муніципалітет в Італії, у регіоні Калабрія,  провінція Катандзаро.
Сан-Манго-д'Акуїно розташований на відстані близько 450 км на південний схід від Рима, 40 км на північний захід від Катандзаро.
Населення — 1600 осіб (2014).
Щорічний фестиваль відбувається 28 січня. Покровитель — San Tommaso d'Aquino.

## Демографія
Населення за роками:

Станом на 1 січня 2023 року в муніципалітеті офіційно проживав 31 іноземець з 8 країн, серед них 22 громадяни країн Євросоюзу та 6 громадян України.

## Сусідні муніципалітети
- Клето
- Мартірано-Ломбардо
- Ночера-Теринезе